# Талка
Талка (ест. Talka), також Талвікисти, Талвікесте, Талька — село в Естонії, входить до складу волості Меремяе, повіту Вирумаа.